# Tiento
Il tiento è una forma musicale per strumenti solisti somigliante alla fantasia, propria della musica spagnola del secolo XVI.

## Storia e caratteristiche
Sebbene inizialmente si adottò questo nome per composizioni musicali scritte per differenti strumenti come arpa, vihuela, clavicembalo o organo, a partire dalla fine del secolo XVII si composero solo tientos per strumenti a tastiera, specialmente organo.
Si tratta di una forma musicale che tenta di esplorare le possibilità dello strumento, potendo considerarsi come l'antecessore dello studio, di fatto a volte si ordinano con difficoltà crescente, come esercizio di apprendistato tecnico.
Tra i compositori importanti che lo coltivarono si possono citare Pablo Bruna, Antonio de Cabezón, Francisco Correa de Arauxo e Juan Cabanilles.
A partire dal '800 il genere perse la sua popolarità ma fu recuperato da alcuni compositori del XX secolo come Cristóbal Halffter e Manuel Castillo.

## Altri significati
Quando si parla di tientos (al plurale) si può fare riferimento a un tipo di cante flamenco (palo flamenco) derivato dai tangos che non ha relazione con la definizione precedente.
| Controllo di autorità | Thesaurus BNCF 73476 |